# Achloa payoni
Achloa payoni är en skalbaggsart som beskrevs av Marc Lacroix 1997. Achloa payoni ingår i släktet Achloa och familjen Melolonthidae. Inga underarter finns listade i Catalogue of Life.